# ヘンリー・ジャスティス・フォード
ヘンリー・ジャスティス・フォード（Henry Justice Ford、1860年 - 1941年）はイギリスの画家、イラストレーターである。1886年から1920年代後半までの間に多くの作品を描いた。よく知られているのは1889年から1910年の間をかけて出版された12巻の「アンドルー・ラング世界童話集」の挿絵を描いたことで、このシリーズは世界各国で翻訳出版された。

## 略歴
ロンドンで生まれた。祖父のジョージ・サミュエル・フォード(George Samuel Ford: 1790–1868) は有力な金融業者で、競馬の馬主としても知られていた。父親のウィリアム・オーガスタス・フォード(William Augustus Ford: 1818-1873)は法律家でクリケットの選手であり、クリケットに関する著作もある人物であった。兄のウィリアム(William Justice Ford: 1853–1904)も有名なクリケット選手でスポーツ・ライターになった。弟のフランシス(Francis Ford: 1866-1940)はクリケットの試合でイングランド代表になった。
ダービーシャー、レプトンの寄宿学校、ケンブリッジ大学のクレア・カレッジで学んだ後、1882年から画家の修行をはじめロンドンのスレード美術学校で学び、ハートフォードシャーのブッシー(Bushey)のフーベルト・フォン・ヘルコマーの美術学校でも学んだ。1892年からロイヤル・アカデミー・オブ・アーツの展覧会に出展をはじめた。
書籍の挿絵を描き始め、有名な挿絵画家になった。特に1889年から1910年の間をかけて出版された12巻の「アンドルー・ラング世界童話集」の挿絵を描いたことで、知られている。
父親や兄弟同様、クリケットの愛好家で、『ピーター・パン』の作者、ジェームス・マシュー・バリー(1860-1937)のクリケット・チームの試合に参加し、バリーと親しくなり、バリーの書籍の挿絵や『ピーター・パン』の1904年の初演時の衣装デザインもした。当時の有名な文学者、P・G・ウッドハウスやアーサー・コナン・ドイル、A・E・W・メーソンらとも親しい友人になった。

## 作品

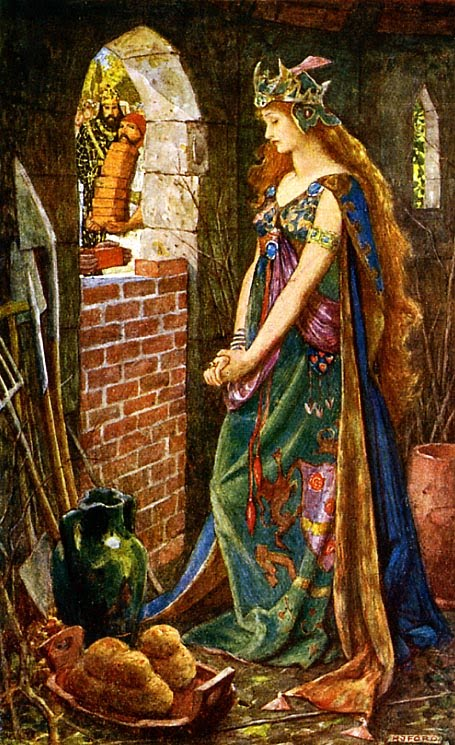
"The Princess Imprisoned in the Summerhouse","The Green Fairy Book."挿絵
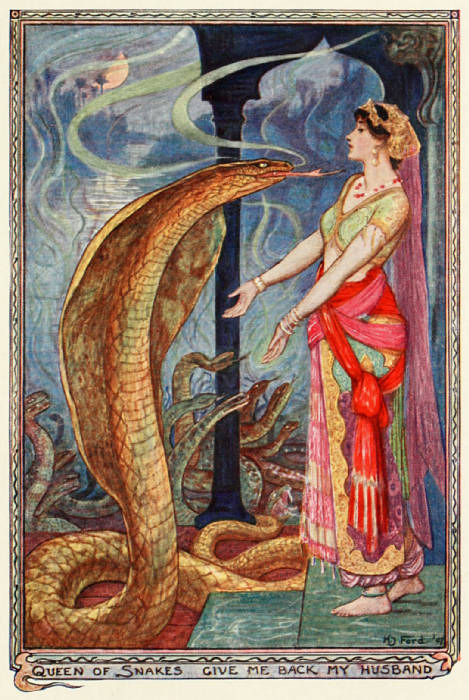
"The Olive Fairy Book"挿絵
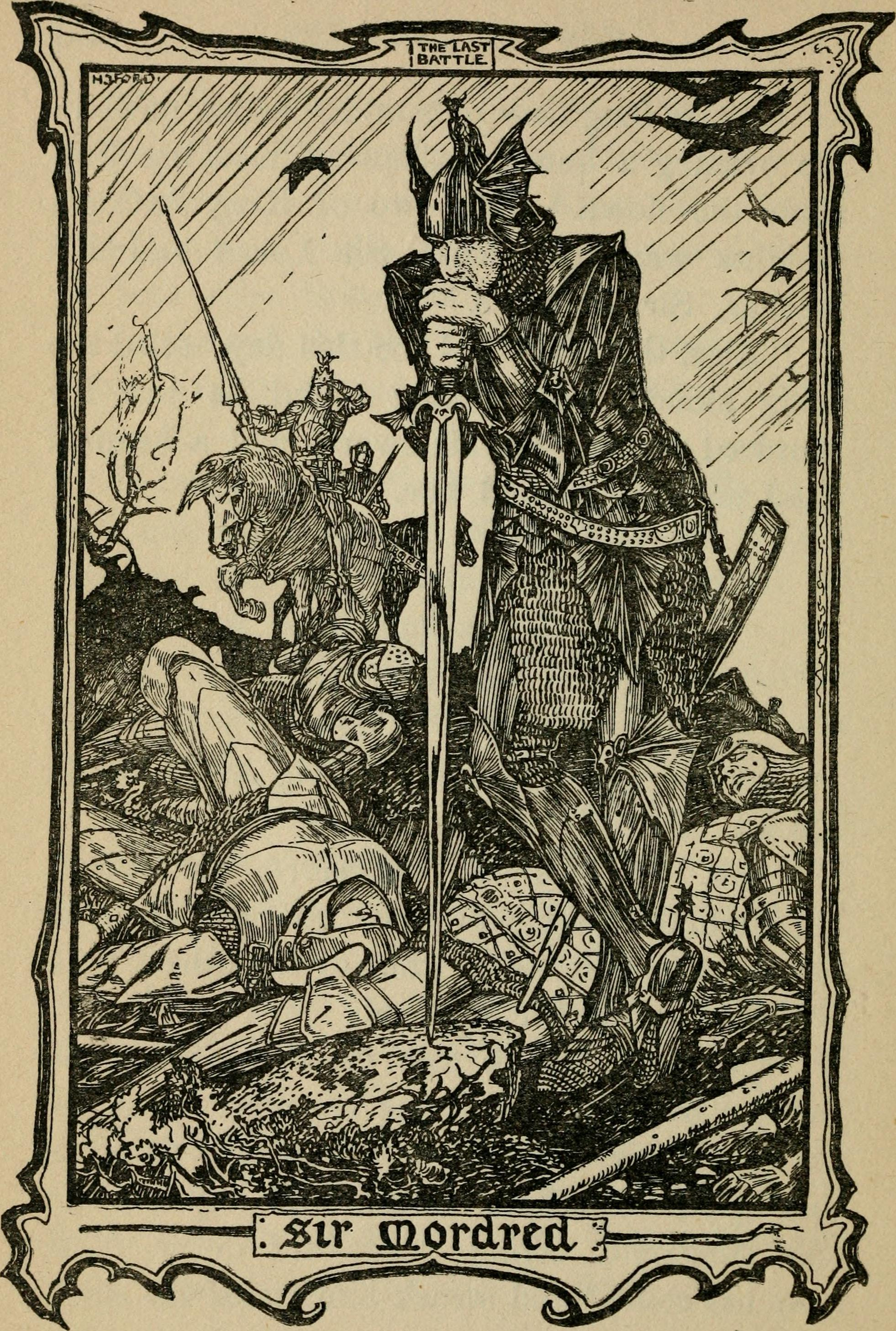
アーサー王(1908)、「円卓の騎士」挿絵
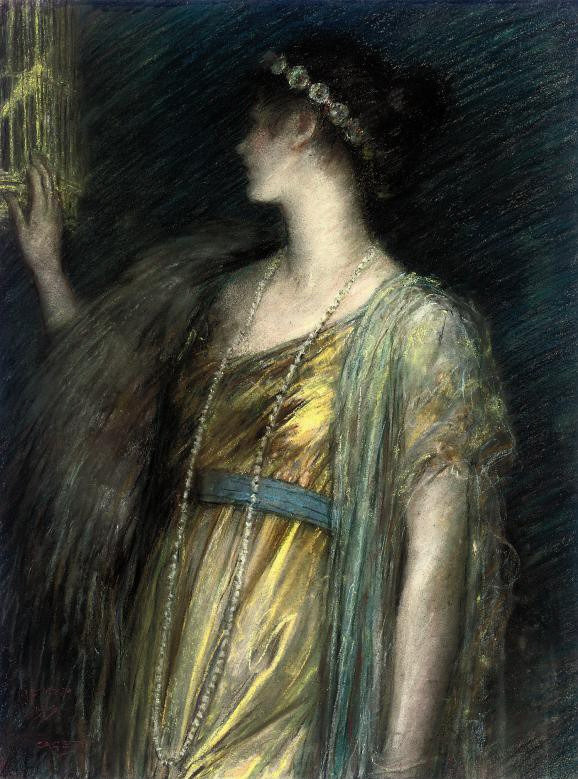
" Caged" (1919) 、パステル画